# جائزة اليابان الكبرى 1992
جائزة اليابان الكبرى 1992 هو سباق فورمولا 1 أقيم بتاريخ 25 أكتوبر 1992 في اليابان. كان الخامس عشر من أصل 16 في بطولة العالم لسباقات الفورمولا واحد موسم 1992. حلّ الإيطالي ريكاردو باتريس أولا بينما جاء النمساوي غيرهارد بيرغر في المركز الثاني وحصل على المركز الثالث البريطاني مارتن براندل.